# Esporte Clube São José (Rio de Janeiro)
Esporte Clube São José é uma agremiação esportiva da cidade do Rio de Janeiro, localizada no bairro de Magalhães Bastos, fundada a 1 de janeiro de 1922.

## História
Teve origem a partir de um time de futebol criado pelos membros da capela de São José. O local onde foi construído o clube foi doado pela família de Manoel Guina. Atualmente, os seus bisnetos fazem parte da presidência e diretoria do clube.
Disputou o campeonato de futebol da Liga Metropolitana de Desportos Terrestres (LMDT), na década de 1930. Sagrou-se campeão desse torneio de segundo nível no ano de 1934, quando a LMDT tornou-se filiada da Liga Carioca de Football (LCF), e o torneio da LMDT passou a representar os chamados clubes de menor investimento.
Em 1935, se sagra vice-campeão da divisão intermediária, perdendo a final para o Confiança Atlético Clube, em certame organizado pela Federação Metropolitana de Desportos (FMD).
A partir de 1949, passou a disputar o Departamento Autônomo, outrora Federação Atlética Suburbana. Venceu diversos títulos em variadas categorias desde os anos 50 até os 80.
Suas cores são o preto e o branco. Sua sede e campo, ainda existentes, estão localizados na Estrada General Canrobert da Costa.

## Títulos
- 1934 - Campeão carioca de segundo nível pela Liga Metropolitana de Desportos Terrestres (LMDT) 1º e 2º Quadros;
- 1935 - Vice-campeão da Divisão Intermediária (FMD);
- 1941/42/43 - Tricampeão da Associação Suburbana de Desportos;
- 1941 - Campeão do Torneio Início da Associação Suburbana de Desportos;
- 1949 - Campeão do Torneio Início, Série Suburbana, do DA;
- 1956 - Campeão da Taça Disciplina do DA;
- 1957 - Campeão da Taça Disciplina do DA;
- 1958 - Vice-campeão de Infanto-Juvenil da Série Maurício Soares e primeiro entre os clubes do DA;
- 1958 - Vice-campeão da Série Suburbana, categoria Aspirantes, do DA;
- 1959 - Vice-campeão da Série Dr. José Castro Freire, categoria Aspirantes, do DA;
- 1960 - Campeão da Série Manoel Caetano Aires, categoria Adultos, do DA;
- 1960 - Campeão Infanto-Juvenil da Série Floripes Monção;
- 1960 - Campeão Infanto-Juvenil da Série Luiz Vinhais;
- 1960 - Vice-campeão de Infanto-Juvenil do Estado da Guanabara;
- 1963 - Campeão da Série Dr. Ivanir Martins de Mello, categoria Adultos do DA;
- 1964 - Campeão da Série Idalécio Santana, categoria Aspirantes do DA;
- 1965 - Vice-campeão da Série João Ellis Filho, categoria Aspirantes do DA;
- 1978 - Campeão da Série "A" da categoria Juvenil do DA;
- 1980 - Campeão da Taça Cidade do Rio de Janeiro;
- 1980 - Campeão da Taça Eficiência do DA;
- 1980 - Campeão do primeiro turno da categoria Adultos do DA;

## Fonte
- VIANA, Eduardo. Implantação do futebol Profissional no Estado do Rio de Janeiro. Rio de Janeiro: Editora Cátedra, s/d.